# Аверьянова, Лидия Арсентьевна
Ли́дия Арсе́нтьевна Аверья́нова (4 марта 1960, Казань, Татарская АССР, РСФСР, СССР) — советская гребчиха (академическая гребля), многократная чемпионка мира и СССР, участница Олимпийских игр в Сеуле (4-е место в восьмёрках). Заслуженный мастер спорта СССР (1984).

## Биография
В 1982 году окончила Казанский филиал Волгоградского института физической культуры, в 1978—1994 годах являлась инструктором Госкомспорта Татарстана. С 1995 года живёт в Москве. Под руководством тренера С. Ульянова добилась высоких спортивных результатов.

## Спортивные достижения
- трёхкратная чемпионка мира (1983, 1985, 1986)
- семикратная чемпионка СССР (1983—1989)